# Zapadne
Zapadne (ukr. Западне) – wieś na Ukrainie, w obwodzie charkowskim, w rejonie kupiańskim, w hromadzie Dworiczna. W 2001 liczyła 350 mieszkańców.